# Alan Mullery
Alan Patrick Mullery (Londres, 23 de novembro de 1941) é um ex-futebolista e treinador inglês, que atuava como meia.

## Carreira
Alan Mullery fez parte do elenco da Seleção Inglesa de Futebol que disputou a Copa do Mundo de 1970.

## Ligações Externas
- Perfil em FIFA.com (em inglês)